# Calobracon bicolor
Calobracon bicolor är en stekelart som beskrevs av Szepligeti 1902. Calobracon bicolor ingår i släktet Calobracon och familjen bracksteklar. Utöver nominatformen finns också underarten C. b. paeneunicolor.